# Galina Beliaïeva
Pour les articles homonymes, voir Beliaïeva.
Galina Viktorovna Beliaïeva (en russe : Галина Викторовна Беляева), née le 26 avril 1961 à Irkoutsk, est une actrice soviétique et russe. Elle a d'abord été élève à l'école de théâtre de Voronej, puis a été remarquée par Emil Loteanu qui lui a offert son premier rôle au cinéma, et dont elle a eu un fils, Emil.

## Biographie
Galina Beliaïeva naît le 26 avril 1961 dans la ville d’Irkoutsk, en Sibérie orientale. Peu après sa naissance, ses parents se séparent et sa mère l'amène vivre dans la ville de Nevinnomyssk. Elle ne reverra son père que quarante-trois ans plus tard.
À Nevinnomyssk, Galina Beliaïeva fréquente le studio de ballet du palais de la culture des chimistes. En 1974, à l'âge de treize ans, elle entre à l'école chorégraphique de Voronej. En 1978, elle apparaît dans le rôle principal d'Olenka Skvortsova dans le film d'Emil Loteanu Un accident de chasse (1979) adapté du livre d'Anton Tchekhov.
Diplômée en 1979, au lieu d'entamer une carrière de danseuse, elle entre à l'Institut d'art dramatique Boris Chtchoukine, dont elle sort diplômée en 1983 comme actrice de théâtre et de cinéma.
En 1983, Loteanu tourne le film en plusieurs épisodes Anna Pavlova, histoire de vie de la célèbre danseuse russe, dans lequel elle joue le rôle principal, doublée dans les scènes de dance par Valentina Ganibalova, soliste du théâtre Mariinsky,,.
Les films Un accident de chasse et Anna Pavlova ont été nommés pour le prix d'État de l'URSS en 1979 et 1984 respectivement, mais aucun des deux ne l'a reçu.
Depuis novembre 1983, Galina Beliaïeva est actrice du théâtre Maïakovski à Moscou. Elle a joué plus de trente rôles au théâtre et au cinéma.
En 2003, elle a reçu le titre d'artiste émérite de la fédération de Russie.
Depuis 2016, elle est devenue membre du jury de l'émission de télévision chorégraphique Danse avec les Stars, l'équivalent russe de l'émission britannique Strictly Come Dancing.

## Filmographie
- 1978 : Un accident de chasse (Мой ласковый и нежный зверь) : Olga Skvortsova
- 1981 : Lénine à Paris (Ленин в Париже) de Sergueï Ioutkhevitch : étudiante
- 1983 : Anna Pavlova (Анна Павлова) de Emil Loteanu : Anna Pavlova (série télévisée)
- 1984 : Park de Rasim Ojagov